# Lake A
Der Lake A, in einigen Quellen auch Lake Whakatangi genannt, ist ein kleiner See in der Region Waikato auf der Nordinsel von Neuseeland. Er gehört zu einer Gruppe von Seen, die mit Buchstaben bezeichnet sind und deren Reihe von „A“ bis „E“ reicht.

## Geographie
Der rund 2,7 Hektar große und bis zu 3,4 m tiefe Lake A befindet sich in einer landwirtschaftlich genutzten Gegend, rund 3 km nördlich der nördlichen Stadtgrenze von Hamilton. Der See, der sich mit seiner Oberfläche auf einer Höhe von 26,8 m befindet, liegt rund 370 m nordnordöstlich einer Farm und im Privatbesitz. Das Gewässer misst eine Länge von rund 205 m in Nordwest-Südost-Richtung und eine maximale Breite von rund 155 m in Südwest-Nordost-Richtung. Sein Umfang beträgt rund 600 m.
Der kleine Torfsee bezieht sein Wasser aus fünf Zuläufen, die das Gewässer umgeben. Der Wasserablauf befindet sich an der nordwestlichen Seite und führt zum Lake B, der auch Lake Kaituna genannt wird.